# Ritchie Jones
Richard Glynn "Ritchie" Jones (sinh ngày 26 tháng 9 năm 1986) là một cựu cầu thủ bóng đá chuyên nghiệp người Anh từng thi đấu ở vị trí tiền vệ.